# ひとつ500円で買い取らせていただきます
「ひとつ500円で買い取らせていただきます」（ひとつごひゃくえんでかいとらせていただきます）は、フジテレビ系クイズバラエティ番組『クイズ!ヘキサゴンII』から生まれたユニット・スベラーズのシングル。2009年9月30日発売。
曲名に合わせて価格は500円である。

## 概要
『クイズ!ヘキサゴンII』発の12枚目のシングルで、2009年に発売されたものとしては最後のシングルである。
アルバム『WE LOVE ヘキサゴン2009』（2009年10月21日発売）収録曲であったが、島田紳助が『ヘキサゴンII』の中で提唱した「初登場でオリコン10位以内に入らなければ、冬の間宮海峡で滑りながら歌う罰ゲームを執行」という条件付きで先行シングルカットに至った。
オリコンチャートの結果はデイリーでは18位、週間初登場は28位（最高順位も同位）に留まる。「時期的にまだ間宮海峡は凍っていない」という理由でロケ地がアメリカ・アラスカ州のバロー岬に変更となり罰ゲームは執行、2010年1月6日放送の『ヘキサゴン新春3時間スペシャル』の中で「スベラーズアラスカ過酷旅」として放送となった。その中で同ロケが現地の新聞『The Arctic Sounder』に「Sound of music, and shivers」の見出しで掲載され、「彼らのユーモアセンスは我々とは違う」「あの裸の男（小島よしお）は本当に気の毒だ」などと言及されたことにも触れられている。
500円と当時の日本におけるシングルCDとしては廉価でカップリング曲は収録されておらず、DVDも付いていない。紳助は罰ゲーム執行を意識して「みなさん、買わないでください」と発言。さらにCDパッケージに「フジテレビ『クイズ!ヘキサゴンII』エンディングテーマ（希望）/みなさん買わないでください!（島田紳助）」と書かれた丸いステッカーが貼付されていたが、エンディングテーマとして使われ、さらに番組の提供クレジット時に頻繁に使用される楽曲となった。

## 解説
「一世を風靡したギャグを持ちながら、最近ちょっと停滞気味なお笑い芸人」の心情を歌ったコミックソングで、前2008年の『ヘキサゴンII』発ユニット・一発屋2008の「天下無敵の一発屋2008」（シングル化なし）の流れを汲む作品。曲の中で岡田圭右、小島よしお、波田陽区のそれぞれの持ちギャグが発せられている。ユニットメインの岡田は一発屋芸人ではなく、芸能活動に関しても特に停滞気味だとされていたわけではないが、「パァ」「閉店ガラガラ」などのギャグに関してはスランプ状態、というスタンスである。
岡田はディスコ映画『サタデー・ナイト・フィーバー』でのジョン・トラボルタを真似た白いパンタロン・スーツの衣装で、CDジャケットでは右手を高く掲げる同作品の象徴的なポーズをとっている。小島は一発屋2008同様に人気ピーク時のブーメランパンツ一丁の扮装で、波田も一発屋2008と同じくギター侍の着流し姿。
ライブでは岡田はスタンドマイクと拡声器、波田と小島はヘッドセットを使用している。『ヘキサゴンII』で披露した際はディスコ風に複数のミラーボールが回る演出も設けられたが、楽曲そのものにディスコ音楽の要素は無い。

## 収録曲
1. ひとつ500円で買い取らせていただきます
作詞：カシアス島田、作曲：高原兄、編曲：斎藤文護・岩室晶子
2. ひとつ500円で買い取らせていただきます （カラオケ）

『WE LOVE ヘキサゴン2009』に「With Pabo Ver.」として収録されている。また、同アルバム付属DVDに振り付け映像が収録されている。